# Geensoft
Geensoft est une société spin-off de Geensys, appartenant au groupe Dassault Systèmes. Geensoft développe et maintient les logiciels précédemment développés par Geensys et avant cela par TNI-Software. Elle a été en activité de 2009 à 2011.

## Histoire
Le 22 juin 2010, Dassault Systèmes annonce le rachat de Geensoft pour environ 5,5 millions d'euros.
La société a été dissoute le 20 juin 2011.

## Produits
La société vend des produits d'aide à la gestion de la traçabilité des exigences, au test et à la validation.

On trouve notamment les produits suivants :
- Reqtify : gestion de la traçabilité des exigences et des analyses d'impact
- ControlBuild : atelier de conception pour systèmes de contrôle-commande
- AUTOSAR Builder : atelier pour systèmes AUTOSAR
- RT-Builder : logiciel de simulation et de modélisation de systèmes temps réel

Geensoft effectue une publicité active pour l'environnement Eclipse comme composant principal de ses produits, notamment afin de promouvoir l'interopérabilité des logiciels tiers pouvant graviter autour de ses produits.

## Clients principaux
Parmi les clients principaux de Geensoft, on trouve presque exclusivement de grands comptes tels que Airbus, Alstom, Boeing, Bombardier, CNES, Dassault Aviation, EADS, MBDA, Thales, Ford, RATP, PSA Peugeot Citroën, Renault, Siemens, SNCF, Valeo, …

## Présence
Geensoft possède des sites en France à Brest, Paris et Nancy, ainsi qu'en Allemagne à Munich et au Japon à Yokohama.
Via des distributeurs et des OEM, la société couvre également toute l'Europe, les États-Unis et l'Asie (Chine et Japon).